# سادکوویتسه (استان ووتسکی)
سادکوویتسه (به لهستانی:  Sadkowice) یک روستا در لهستان است که در گمینا سادکوویتسه واقع شده‌است. سادکوویتسه ۵۷۰ نفر جمعیت دارد.